# 손글씨

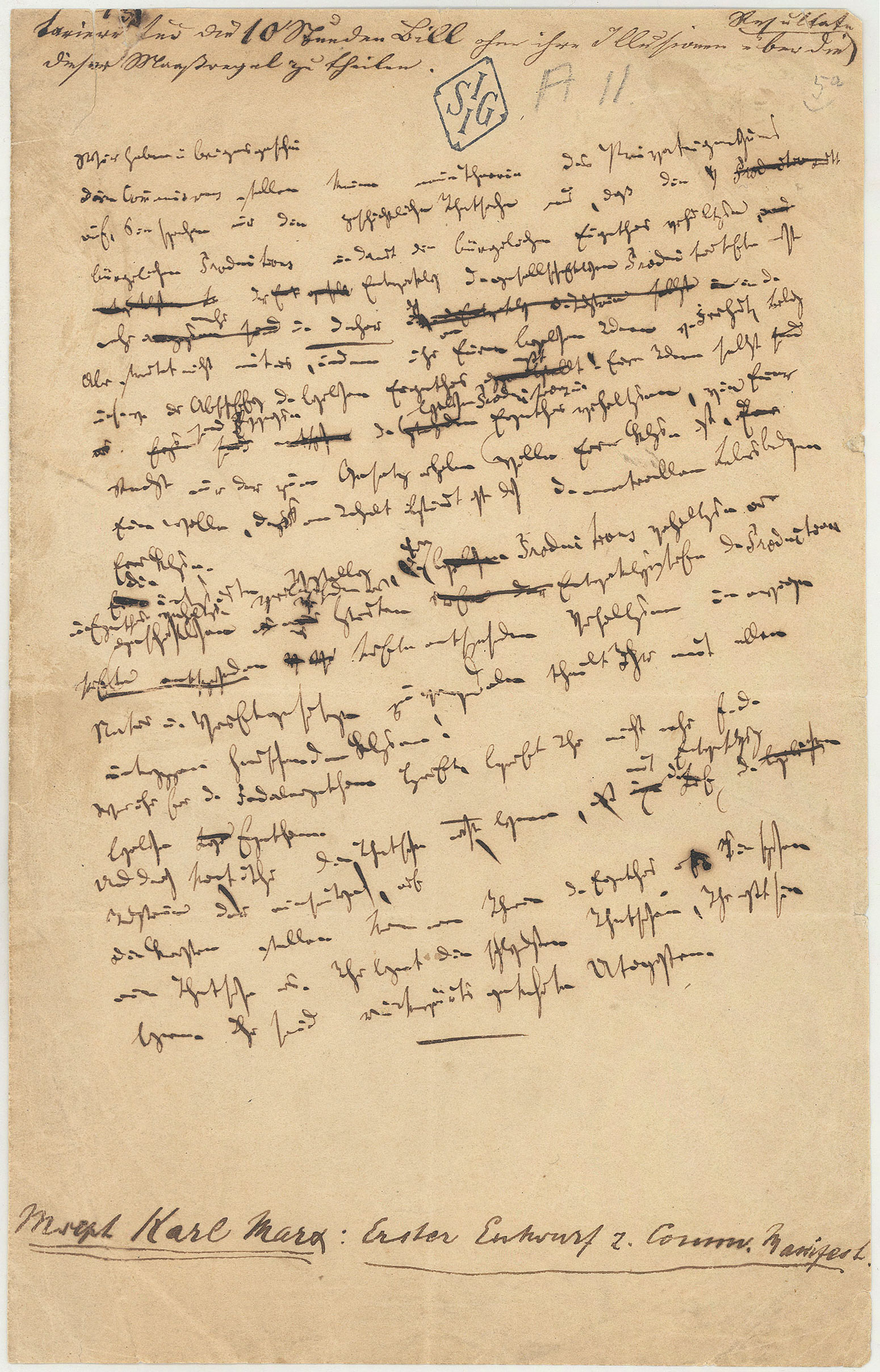

손글씨(Handwriting)는 펜이나 연필 등의 필기구를 손에 쥐고 쓰는 것을 말한다. 손글씨에는 블록 스타일과 필기체 스타일이 모두 포함되며 공식적인 서도 (예술)나 글꼴과는 별개이다. 사람마다 손글씨가 독특하고 다르기 때문에 문서의 작성자를 확인하는 데 사용할 수 있다. 손글씨의 악화는 여러 가지 질병의 증상이나 결과이기도 하다. 명확하고 일관된 필기체를 작성하지 못하는 것을 난서증이라고도 한다.

## 고유성
일상적인 손글씨든 개인 서명이든 사람마다 고유한 손글씨 스타일이 있다. 문화적 환경과 글쓰기를 배우는 모국어의 글쓰기 형태의 특성은 자신만의 독특한 글씨체를 발달시키는 데 일차적으로 영향을 미친다. 외모와 유전적 특성을 공유하는 일란성 쌍둥이라 할지라도 글씨체는 동일하지 않다.
손글씨의 특징은 다음과 같다.
- 문자의 특정 모양, 예: 둥근 정도 또는 선명도
- 문자 사이의 규칙적이거나 불규칙한 간격
- 글자의 기울기
- 요소의 리드미컬한 반복 또는 부정맥
- 종이에 가해지는 압력
- 글자의 평균 크기
- 글자의 굵기

## 같이 보기
- 흑자체
- 서도 (예술)
- 필기체
- 문자의 역사
- 사본
- 고문자학
- 서법 (쓰기)
- 서명